# Pogrom na Lubelszczyźnie
Pogrom na Lubelszczyźnie – pogrom Żydów, którzy chcieli się przyłączyć do oddziału Armii Ludowej i zbiegłych z niemieckich obozów zagłady dokonany latem 1944 roku na Lubelszczyźnie.

## Przebieg wydarzeń
Dowódcy AL Spychaja-Sobczyńskiego i Eugeniusza Iwańczyka „Wiślicza” w czerwcu 1944 r. odmówili przyjęcia do partyzantki grupy Żydów (ok. 10 mężczyzn i jedna kobieta). Inny z oficerów partyzantki, Maj „Łokietek”, miał później przeprowadzić ordynarną rozmowę z kobietą, a potem kazał całej grupie rozebrać się i oddać wszystkie kosztowności. Groził przy tym, że natychmiast zastrzeli każdego, kto zechciałby ukryć cokolwiek cennego. Słowa dotrzymał. Poszło o jednodolarowy banknot:

Podczas tej rewizji znalazłem w marynarce należącej do wyżej wspomnianego KAMIŃSKIEMGO jakiś banknot, zdaje się, że dolar. W związku z tym kazałem KAMINSK1EMU odwrócić się i strzeliłem do niego w tył głowy z pistoletu „ Vis ” zabijając go na miejscu. Na widok 
tego zwrócił się do mnie drugi Żyd, którego nazwiska nieznam i prosił, abym go również zastrzelił. Ja wtedy i jemu kazałem się odwrócić i strzeliłem mu w tył głowy. Po dokonaniu tych dwu- zabójstw kazałem pozostałym Żydom uciekać po dwie osoby w różne strony. Za uciekającymi Żydami ja i podlegli mi członkowie oddziału strzelaliśmy.

Około 30 kolejnych zabito prawdopodobnie koło leśniczówki Lipie. Ponadto ludzie Maja zabijali Żydów również na własną rękę (mordercami byli m.in. Edward Konopski "Ząbek", Jan Kozioł "Galant", NN "Smotek" i Jan Pastuszek "Ptak").

## Proces sądowy
Sprawa zabójstw Żydów dokonanych przez Maja była dobrze znana powojennym władzom. Wedle pisma KBW z 15.05.45 r.: w/g danych pochodzących od byłych partyzantów tkwiących w oddziałach AL, Maj dopuszczał się rozstrzeliwania żydów zbiegłych z niemieckich obozów (pis. oryg. AAN, t. os. 8185, k. 7). Jednak dopiero na fali walk frakcyjnych wewnątrz PPR, na początku lat 50 Maja aresztowano i rozpoczęto wyjaśnianie sprawy. W czasie śledztwa zarówno Iwańczyk i Sobczyński wyparli się wydania polecenia zabicia Żydów. Podczas procesu sąd, na wniosek prokuratora, odrzucił wniosek obrony o przesłuchanie obydwu, pomimo iż nie tylko Maj, ale i inni świadkowie potwierdzali, że rozkaz likwidacji mogli wydać tylko przełożeni „Łokietka". Nie jest to jednak pewne. Obaj zapewne znajdowali się wtedy „pod ochroną” partii. Ostatecznie Maj został skazany na 8 lat więzienia. W 1956 na fali odwilży gomułkowskiej Sąd Najwyższy nakazał powtórne rozpatrzenie jego sprawy. W 1958 Prokuratura Generalna umorzyła śledztwo stwierdzając, że zabici Żydzi byli współpracownikami okupanta, co nie było prawdą.

## Tło mordu
Część członków oddziału Maja wywodziła się z ZWZ, AK i NSZ. Sam Maj tłumaczył w trakcie procesu, że jego ludzie nie zmienili poglądów od czasu przejścia do AL:
Linia ideologiczna organizacji „Świt” w tym okresie czasu w kwestii żydowskiej była taka sama jak w organizacji ZWZ. Ludzie przeszli do organizacji „Świt” z pewnym balastem zaczerpniętym w ZWZ z wrogiej propagandy [...], kiedy bowiem stanęła sprawa przeprowadzenia likwidacji grupy żydów, nikt nie zaoponował przeciwko temu.
Co ciekawe, członkowie oddziału do końca nie wiedzieli, że służą w AL, a niektórzy z nich myśleli, że są AK-owcami.
Wstępując  do  oddziału  Łokietka,  byłem  przeświadczony,  że jest to oddział Armii Ludowej, lecz później po upływie około dwóch miesięcy [...] dowiedziałem się, że prócz nazwy AL oddział nasz posiada nazwę „Świt”.  [...]  Pastuszko  Edward  [„Ptak”]  komentował  ten  przydomek  w  ten  sposób, że jest coś pokrewnego z organizacją AK. Dokładnie nazwy organizacji nie znałem, Dulka-Bakalarczyk powiedział mi tylko, że jest to organizacja wojskowo-chłopska – zeznał jeden z jego członków.
Sam Maj motywował zresztą mord swoimi antysemickimi i nacjonalistycznymi poglądami.
Będąc pod wpływem wychowania burżuazyjnego, traktowałem Żydów jako wrogów  nowego  porządku  i  nie  chciałem,  aby  doszli  oni  do  władzy  w  Polsce. Zabójstwo  tych  żydów  wykonałem z  polecenia Sobczyńskiego  bez  żadnego  oporu  było  pewnym  następstwem  wpływów  antysemickich  i  nacjonalistycznego  wychowania  i  otoczenia,  w  którym  znalazłem  się  w  okresie  wojny – twierdził.